# Vidzeme Universitet
Vidzeme Universitet (lettisk: Vidzemes augstskola) er et universitet i Valmiera i landskabet Vidzeme i det nordøstlige Letland. Vidzeme Universitet indrullerede sin første studerende i efteråret 1996. Universitetet stiftedes for at fremme den økonomiske, politiske og sociale udvikling af området ved at tilbyde videregående uddannelser, og til at modvirke den hjerneflugt, der var indtruffet eftersom unge forlod området for at gennemføre yderligere uddannelser.
Universitetet tilbyder højere faglige uddannelser på bachelor-niveau såvel som kandidatstudier. Vidzeme Universitet tilbyder fem uddannelser: Business administration, informationsteknologi, kommunikation og public relations, statskundskab, turisme-organisation og ledelse. Eksamensbeviset berettiger til kandidatstudier i Letland og i udlandet. I 2004 blev de første professionelle kandidatuddannelser lanceret i offentlig administration og strategisk turisme-administration, og en universitetslignende to-årig uddannelse i informationsteknologi.
Den 1. januar 2001 ændrede Vidzeme Universitet sin status fra at være en regional statslig institution til et statsligt universitet.